# Jörg Meuthen
Jörg Hubert Meuthen (ur. 29 czerwca 1961 w Essen) – niemiecki polityk, ekonomista i nauczyciel akademicki, w latach 2015–2017 i 2017–2022 współprzewodniczący, a w 2017 samodzielny przewodniczący Alternatywy dla Niemiec (AfD), poseł do Parlamentu Europejskiego VIII i IX kadencji.

## Życiorys
W 1981 zdał egzamin maturalny w Bad Ems. Studiował następnie ekonomię na uniwersytetach w Münsterze i Moguncji, uzyskując dyplom ekonomisty w 1989. Do 1993 był pracownikiem naukowym na Uniwersytecie Kolońskim. W tym samym roku obronił doktorat. W latach 1993–1996 zatrudniony jako referent w ministerstwie finansów Hesji. W 1997 objął stanowisko profesora ekonomii w Hochschule Kehl.
Pod koniec lat 90. sympatyzował z Wolną Partią Demokratyczną. Wkrótce po wyborach w 2013 dołączył do Alternatywy dla Niemiec. W 2014 kandydował z listy AfD do Parlamentu Europejskiego. Awansował w strukturach swojego ugrupowania w Badenii-Wirtembergii, w 2016 był głównym kandydatem partii w wyborach do landtagu, w których uzyskał mandat deputowanego.
W lipcu 2015 został współprzewodniczącym Alternatywy dla Niemiec obok Frauke Petry. We wrześniu 2017, gdy Frauke Petry opuściła AfD, został jedynym przewodniczącym tej partii. W listopadzie 2017 objął wakujący mandat eurodeputowanego, dołączył do frakcji Europa Wolności i Demokracji Bezpośredniej. W grudniu 2017 został wybrany na jednego z dwóch przewodniczących AfD (obok Alexandra Gaulanda, którego później zastąpił Tino Chrupalla). W maju 2019 wybrany do Europarlamentu na kolejną kadencję.
W styczniu 2022 wystąpił z AfD, zarzucając partii nadmierną radykalizację. Od czerwca tego samego roku do września 2023 należał do Niemieckiej Partii Centrum.